# Tricheremaeus grandjeani
Tricheremaeus grandjeani är en kvalsterart som beskrevs av Bernini 1970. Tricheremaeus grandjeani ingår i släktet Tricheremaeus och familjen Eremaeidae. Inga underarter finns listade i Catalogue of Life.